# Franz Elfried Wimmer
Franz Elfried Wimmer (* 30. November 1881 in Niederschrems; † 2. Mai 1961 in Wien) war ein österreichischer Geistlicher und Botaniker. Sein offizielles botanisches Autorenkürzel lautet „E.Wimm.“; früher war auch das Kürzel „Wimmer“ in Gebrauch.

## Leben und Wirken
Wimmer war von 1905 bis 1918 Professor für Naturgeschichte am St. George College in Istanbul. Von 1918 bis 1958 war er Priester in und bei Wien.
Wimmer trug zum Werk Das Pflanzenreich von Adolf Engler die Abhandlung der „Campanulaceae-Lobelioideae“ (1943 bis 1953) bei.

## Ehrungen
Nach ihm sind die Pflanzengattungen Neowimmeria O.Deg. & I.Deg. und Wimmerella Serra, M.B.Crespo & Lammers aus der Familie der Glockenblumengewächse (Campanulaceae) benannt.

## Schriften (Auswahl)
- New Illustrated Flora of the Hawaiian Islands.[1]